# Altverleger
Der Begriff Altverleger wird in drei unterschiedlichen Bedeutungen benutzt, nämlich als ein ehemals aktiver Verleger, der
- a) als Eigentümer die verlegerische Führung an seine Erben oder sonstige Nachfolger übergeben hat;
- b) als ehemaliger Eigentümer seinen Verlag verkauft hat;
- c) als Eigentümer, über den zwischen 1945 und 1949 ein Berufsverbot verhängt war.

Von publizistischer Relevanz sind lediglich die Begriffe b) und c).

## Altverleger als ehemalige Eigentümer
Altverleger als ehemalige Eigentümer bekamen eine publizistische Relevanz, als im Jahr 2004 der damalige Bundeswirtschaftsminister Wolfgang Clement eine Modifizierung des Pressefusionsrechtes auf den Weg brachte. Nach den Plänen sollten Zeitungsfusionen mit einem Gesamtumsatz von mehr als 50 Millionen Euro auch in Fällen marktbeherrschender Positionen erlaubt werden, wenn die erworbenen Zeitungen „langfristig als selbständige publizistische Einheiten“ erhalten blieben, wenn der Veräußerer (der „Altverleger“) oder ein Dritter einen Stimmrechtsanteil von 25 Prozent behält („Altverleger-Klausel“) und wenn der Käufer nicht die Titelrechte und die „alleinigen Bestimmungsrechte über die inhaltliche Ausrichtung der Zeitschriften oder Zeitungen erlangt“.
Die Versuche, auf diese Weise der Pressekonzentration Vorschub zu leisten, wurden mit dem Ende der rot-grünen Koalition aufgegeben. Zwar hatten vor allem die größeren Verlage diese Versuche befürwortet, Kleinverlage und Medienwissenschaftler hatten jedoch vor den Folgen gewarnt.

## Altverleger mit Berufsverbot (Nachkriegszeit)
Nach dem Zweiten Weltkrieg wurden als Altverleger jene Verleger bezeichnet, die von den alliierten Militärverwaltungen wegen ihrer Verquickung mit dem NS-Staat ein Berufsverbot bekommen hatten. Diese traditionellen Verleger sollten nach 1945 beim Aufbau einer neuen demokratischen Presse keine Rolle mehr spielen und wurden deshalb bei der Vergabe der für die Zeitungsherausgabe notwendigen Lizenzen übergangen (siehe auch Nachkriegspresse).
Während in Westdeutschland das Berufsverbot mit der Gewährung der Pressefreiheit endete, blieb es für die ostdeutschen Altverleger bis zum Ende der DDR bestehen.

### Westdeutsche Altverleger
Die westdeutschen Altverleger durften zwar zwischen 1945 und 1949 keine Tageszeitungen mehr drucken, viele gaben jedoch Anzeigen- oder Bekanntmachungsblätter heraus. In den Nachkriegsjahren entstand im Bereich der Tagespresse mit den Lizenznehmern der neuen Lizenzzeitungen eine neue Verlegerschaft.
Vor allem im amerikanischen Besatzungsgebiet mussten die Altverleger größerer Zeitungen ihre Druckereien an die neuen Verleger verpachten. Dies und der Ausschluss von der Tätigkeit als Tageszeitungsverleger führten zu umfänglicher Kritik. Die Aufhebung des Lizenzzwangs und das Zurückbekommen der Verfügungsgewalt über die eigenen Zeitungsbetriebe waren deshalb die Ziele von Altverlegervereinigungen, die in den drei Westzonen entstanden. 1948 schlossen sich 150 Altverleger zur zentralen westdeutschen Arbeitsgemeinschaft für Pressefragen e.V. mit Sitz in Bergisch Gladbach zusammen.
Trotz des Versuchs der politischen Einflussnahme blieb den Altverlegern die Wiederbetätigung bis zum Jahr 1949 verwehrt. Zwar wurde bereits am 23. Mai 1949 das Grundgesetz verkündet, das im Artikel 5 die Pressefreiheit garantiert. Doch erst am 21. September 1949 trat das von der Alliierten Hohen Kommission erlassene Gesetz Nr. 5 („Über die Presse, den Rundfunk, die Berichterstattung und die Unterhaltungsstätten“) in Kraft, das jedem Deutschen (mit Ausnahme ehemaliger Nationalsozialisten, die von den Spruchkammern als „Hauptschuldige“ oder als „belastet“ eingestuft worden waren) das Recht zubilligte, ohne vorherige Genehmigung Zeitungen und andere Periodika oder Schriften zu veröffentlichen. Daraufhin gaben binnen weniger Wochen vor allem die Altverleger hunderte von traditionellen Zeitungen wieder heraus, die zuvor entweder unter der NS-Herrschaft oder unter der Besatzungsherrschaft ihr Erscheinen hatten einstellen müssen.
Bereits am 1. September hatten 220 Altverleger die Arbeitsgemeinschaft für Pressefragen e.V. in Verein Deutscher Zeitungsverleger umbenannt – ein Verband, der seinen Namen nach der 1894 gegründeten und 1933 aufgelösten Vorläuferorganisation bekam. Aus diesem Verband sowie der Organisation der neuen Lizenzverleger entstand dann 1954 der Bundesverband Deutscher Zeitungsverleger (BDZV). Mit der Vereinigung beider Verlegerverbände verlor die Unterscheidung in neue und Altverleger endgültig an Relevanz.

### Ostdeutsche Altverleger
Auch unter der sowjetischen Besatzungsmacht galten die Verleger als mitschuldig am Nationalsozialismus. Die Ausschaltung der Altverleger gilt deshalb in der Pressegeschichtsschreibung als schnell und konsequent erfolgter Schritt, der bereits kurz nach dem 8. Mai 1945 abgeschlossen gewesen sein soll.
Tatsächlich wurden viele Altverleger enteignet, interniert oder ermordet. Eine große Zahl konnte jedoch wie in Westdeutschland bis Ende der 1940er Jahre Anzeigenblätter herausgeben, einige wenige sogar im Sommer 1945 für wenige Wochen reguläre Tageszeitungen. Auch die heute noch erscheinende Thüringische Landeszeitung, das ehemalige Parteiorgan der Liberaldemokratischen Partei der DDR (LDPD), wurde von einer Genossenschaft von Altverlegern gegründet.
Die endgültige Ausschaltung der Altverleger erfolgte in der DDR bis spätestens in den 1950er Jahren; danach gab es lediglich noch ehemalige Zeitungsverleger, die als selbständige handwerkliche Drucker überleben konnten.
Eine politische Vertretung bauten die ostdeutschen Verleger nicht in der DDR, sondern in Westdeutschland auf. Im Jahr 1952 gründeten einige Altverleger aus Ostdeutschland und den ehemaligen deutschen Ostgebieten den Verband der Mittel- und Ostdeutschen Zeitungsverleger (VMOZV), der als eigener Landesverband dem westdeutschen Verein Deutscher Zeitungsverleger beitrat und sich wie dieser in der „Tradition des Vereins Deutscher Zeitungsverleger (Herausgeber der deutschen Tageszeitungen) e.V. vor 1933“ sah. Die Zahl der Mitglieder stieg von acht bei der Gründungsversammlung im Juli 1952 auf 63 im Oktober desselben Jahres und 137 Mitglieder im Jahr 1955.
Der VMOZV bemühte sich darum, mit dezidierten Planungen die Mitte der 1950er Jahre immer mal wieder erwartete Wiedervereinigung Deutschlands und die Rückkehr in die alten Verbreitungsgebiete vorzubereiten. Dazu gehörte auch, dass die Altverleger ihre früheren ostdeutschen Tageszeitungen in Westdeutschland als Exilzeitungen herausgaben, etwa die Magdeburgische Zeitung (in Speyer) oder die Leipziger Neuesten Nachrichten (in Frankfurt/Main).
Als sich im Verlaufe der 1950er Jahre die Wiedervereinigung zerschlug, erlahmte die Verbandsarbeit der ostdeutschen Altverleger. Die tatsächliche Vereinigung im Jahr 1990 führte dann zwar noch einmal zu Versuchen einiger Altverleger, in Ostdeutschland Fuß zu fassen, diese Bemühungen blieben jedoch angesichts der Übermacht der nach 1945 gegründeten (und nach 1990 an westdeutsche Verleger verkauften) sozialistischen Verlage erfolglos. Der VMOZV, der sich vergeblich darum bemüht hatte, vom BDZV wieder als ostdeutscher Landesverband anerkannt zu werden, wurde 1991 aufgelöst.